# Robert Turlej
Robert Turlej (ur. 22 grudnia 1981 w Elblągu) – polski samorządowiec i informatyk, od 2024 członek zarządu województwa warmińsko-mazurskiego VII kadencji.

## Życiorys
Syn Mariana i Lidii. Ukończył studia ze specjalnością informatyka w medycynie na Wydziale Elektroniki, Telekomunikacji i Informatyki Politechniki Gdańskiej, przez jeden semestr studiował również na Technische Universität Ilmenau. Przez kilka lat pracował jako nauczyciel informatyki w Szkole Policealnej im. Jadwigi Romanowskiej w Elblągu. W 2008 roku zatrudniony w biurze rektora Państwowej Wyższej Szkoły Zawodowej w Elblągu, gdzie zajmował się promocją uczelni.
Zaangażował się w działalność polityczną w ramach Platformy Obywatelskiej. W 2010, 2014 i 2018 wybierany do rady miejskiej Elbląga. Został przedstawicielem miasta w Związku Miast Bałtyckich. W 2023 bez powodzenia kandydował do Sejmu. W 2024 zdobył mandat radnego sejmiku warmińśko-mazurskiego. 14 maja 2024 powołany na stanowisko członka zarządu województwa warmińsko-mazurskiego.
Żonaty, ma dwoje dzieci.